# Echelus uropterus
Echelus uropterus är en fiskart som först beskrevs av Temminck och Schlegel, 1846.  Echelus uropterus ingår i släktet Echelus och familjen Ophichthidae. Inga underarter finns listade i Catalogue of Life.